# Ermida de Nossa Senhora da Saúde (São Pedro)

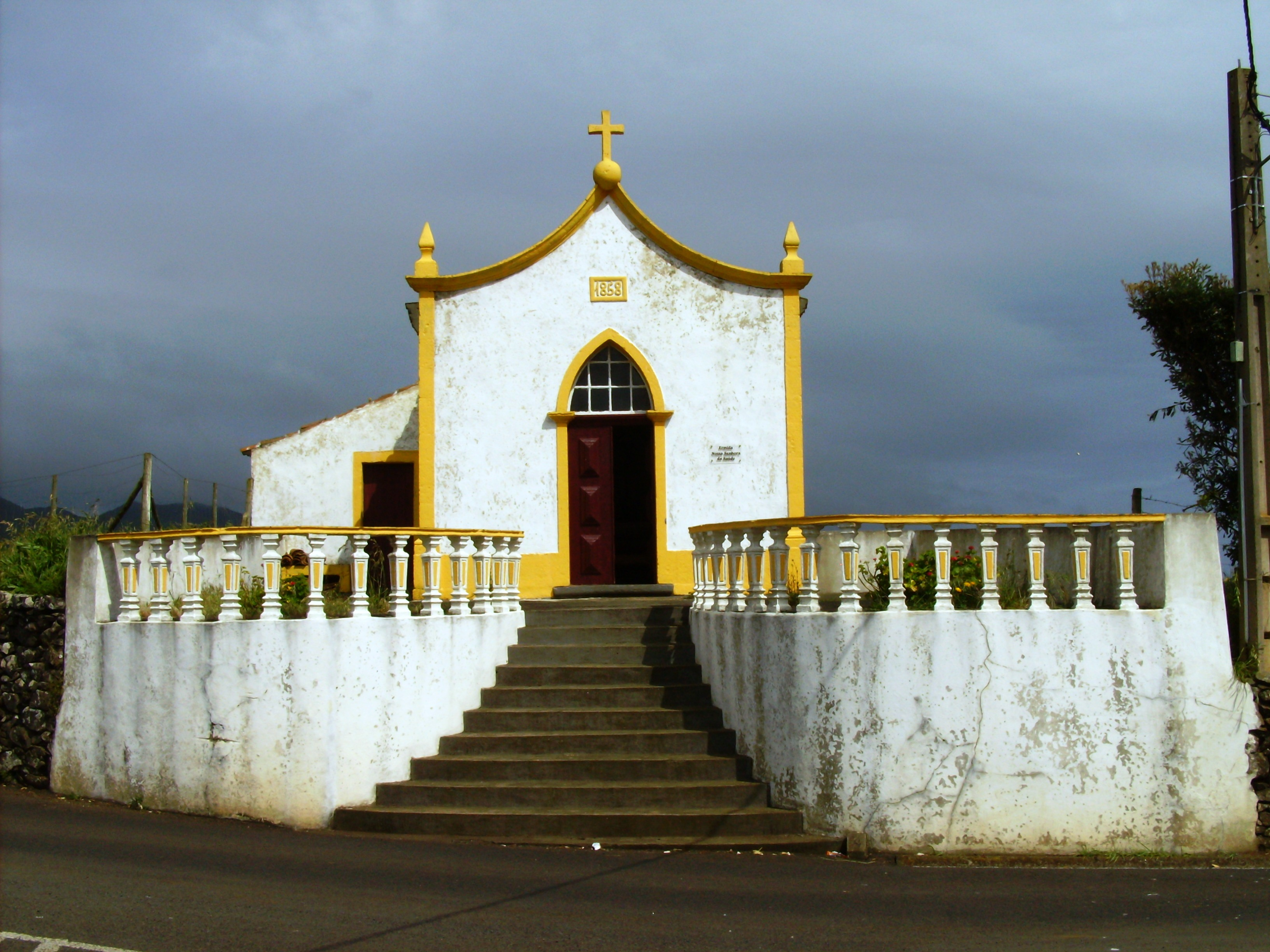
Ermida de Nossa Senhora da Saúde: fachada.

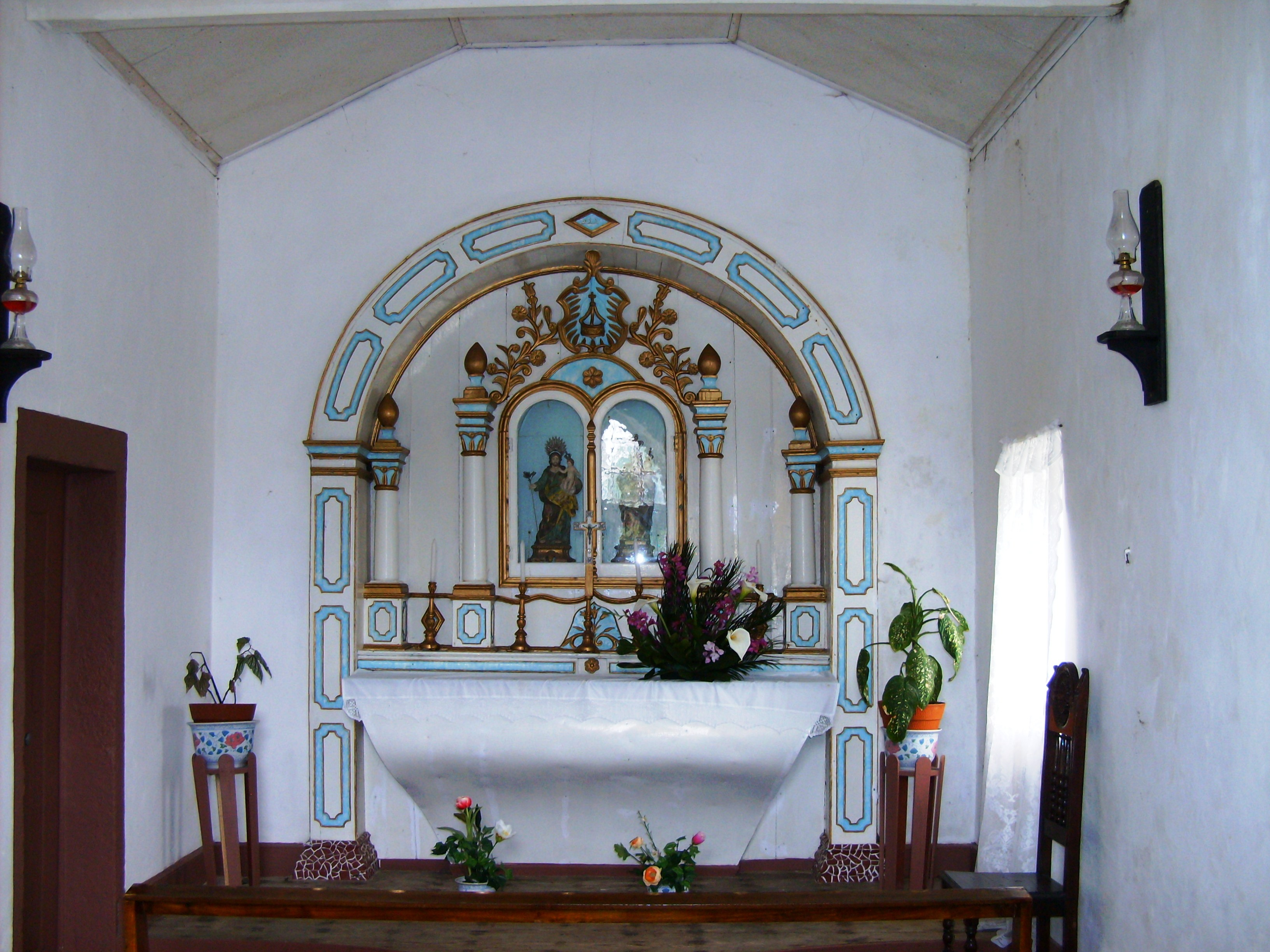
Ermida de Nossa Senhora da Saúde: altar.

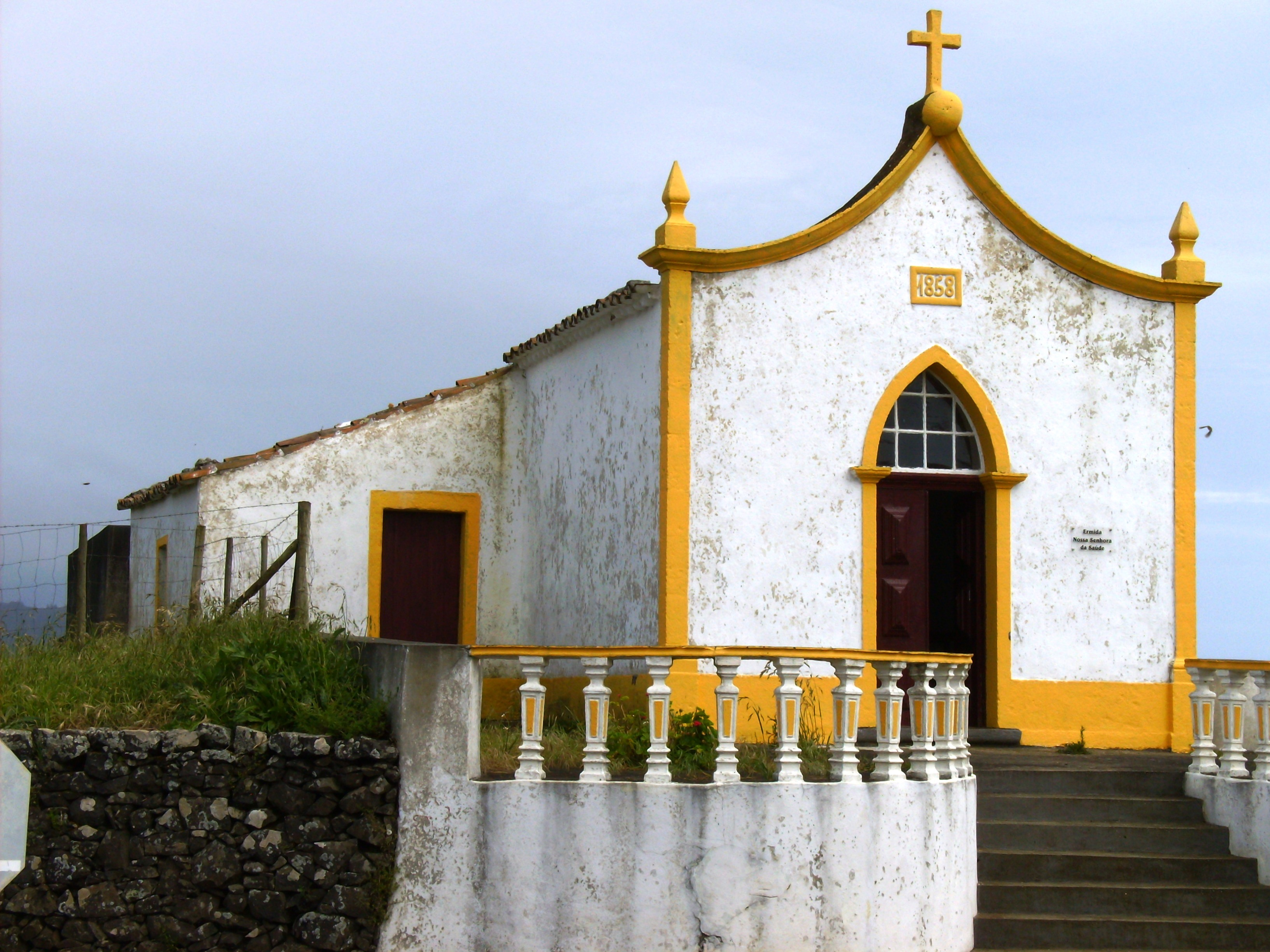
Ermida de Nossa Senhora da Saúde: lateral esquerda.

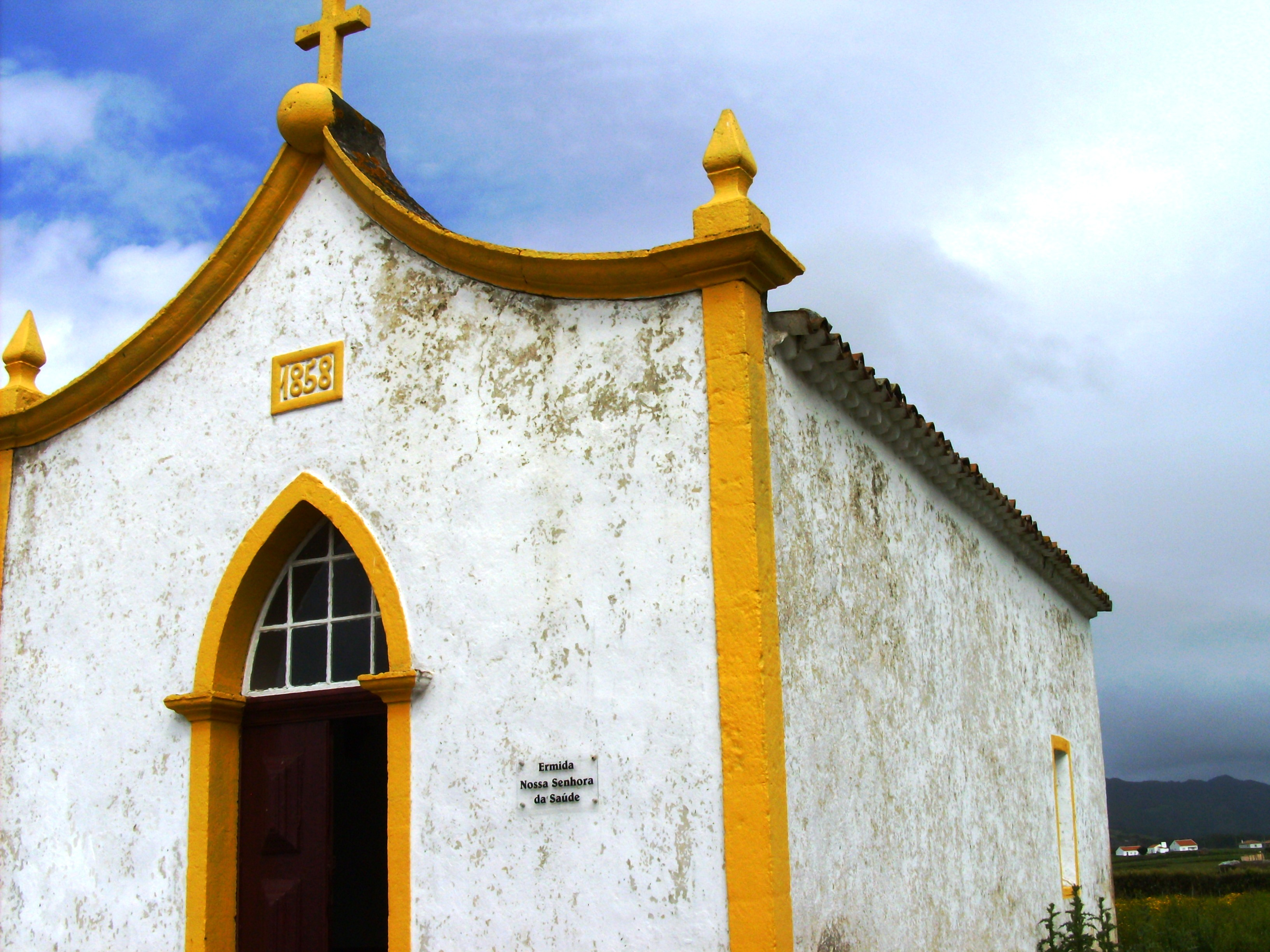
Ermida de Nossa Senhora da Saúde: lateral direita.

A Ermida de Nossa Senhora da Saúde localiza-se na freguesia de São Pedro, concelho da Vila do Porto, na ilha de Santa Maria, nos Açores.

## História
Este templo remonta a uma primitiva ermida, sob a invocação de São José, erguida por determinação de D. Mariana de Menezes, esposa do capitão do donatário da ilha, Brás Soares de Sousa, conforme escritura datada de 16 de maio de 1664, onde a dotava com um moio de trigo anual para a sua fábrica. Esta primitiva ermida ficava no lugar da Flor da Rosa Alta, onde aquela senhora tinha as suas terras e pomar. Nela também se venerava uma imagem de Nossa Senhora da Saúde.
MONTE ALVERNE (1986) ao final do século XVII refere esta ermida de São José como a única na freguesia de São Pedro.
No último quartel do século XVIII, sendo seu padroeiro o capitão-mor da ilha de Santa Maria, José Inácio de Sousa Coutinho, a ermida caiu em completo abandono, a ponto de, em 1790, em visita à paróquia de São Pedro, o reverendo visitador Francisco da Câmara Sousa Carreiro ter registado:
"Visitei as Ermidas de São José e Nossa Senhora do Pillar, e como não têm Capellão, que nellas anualmente diga missa se achão com paramentos sufficientes para nellas se celebrar quando haja algum devoto; mas he necessario que os Ornamentos de São José o Reverendo Vigário os mande his a Paroquia para se livrarem da Corupção a que estão sugeitos; assim como, digo, assim pela traça como pela humidade, e menor damno padecerão, em que alguã vez delles se uze na dita Paroquia do que estarem fechados sem ar algum na ne mesma ermida. (...)"
Por falecimento de Sousa Coutinho, os seus bens foram herdados pelo seu filho, Francisco Barbosa de Sousa Coutinho que, como novo padroeiro, também devotou ambas as ermidas ao abandono. Seguiu-se-lhe no padroado a sua irmã, Antónia Ermelinda do Loreto Coutinho, que como procuradora havia anteriormente administrado os bens do irmão. Permanecendo as duas ermidas em estado de abandono, o vigário da paróquia de São Pedro, padre Bernardino José Toledo, em 1826 participou ao corregedor e provedor da Comarca o abandono das mesmas, detalhando-lhe as diversas faltas. Entre elas destacava-se o extravio da imagem de Nossa Senhora da Saúde, pela família dos padroeiros para mais de vinte anos à época, além da não aplicação dos vinte alqueires de trigo anuais para a festa do padroeiro.
Em ruínas, em maio de 1858 foi declarada a sua profanação pelo então bispo da Diocese de Angra do Heroísmo, D. Frei Estêvão de Jesus Maria, e autorizada a sua demolição e transferência para o lugar onde se encontra atualmente. A 20 de junho de 1858 a obra para a nova ermida foi posta em hasta pública pela Junta de Freguesia, sendo arrematada por Vitorino José da Graça, pela quantia de 178.700 réis quando a base de arrematação era de 273.000 réis. Este empreiteiro deveria fazer a ermida com o tamanho da anterior, com fachada segundo modelo a apresentar, a lavoura retocada e a sacristia ter uma porta para o adro, entre outras especificações. A Junta de Freguesia despendeu mais 62.370 réis além do preço da arrematação.
Possuía esta ermida um privilégio especial que se ignora actualmente qual seja, por o quadro em que ele constava haver desaparecido. Conhecem-se apenas quais eram os administradores deste templo.

## Características
Em alvenaria de pedra rebocada e caiada, apresenta planta rectangular, com o corpo da sacristia adossado à lateral esquerda. Está implantada num adro sobrelevado, limitado junto à estrada por dois muros de suporte curvos, rematados por balaustrada, que definem a forma da escadaria de acesso.
A fachada principal é rasgada por uma porta rematada em arco quebrado sobre impostas. Sobre a porta, uma cartela apresenta a data "1858". A fachada é rematada por uma cornija dividida em dois segmentos curvos cujas inclinações se aproximam das das águas do telhado. No ponto de encontro dos dois segmentos, ergue-se uma cruz e nos extremos laterais, sobre os cunhais, apoiam-se pináculos.
A cobertura é de duas águas, em telha de meia-cana tradicional, rematada por beiral duplo.